# Мфоросане
Мфоросане (англ. Mphorosane) — одна з місцевих громад, що розташована в районі Лерібе, Лесото. Населення місцевої громади у 2006 році становило 9 392 особи.